# Louis Jouard de La Nauze
Louis Jouard de La Nauze (Villeneuve-sur-Lot, 27 marzo 1696 – Parigi, 2 maggio 1773) è stato un gesuita e storico francese, specialista in storia dell'antichità.

## Biografia
È stato autore di memorie e dissertazioni pubblicate dall'Académie royale des inscriptions et belles-lettres e aventi soggetti come le canzoni della Grecia antica, l'antichità e l'origine della Cabbala, la storia del calendario egizio, il peso dell'antica libbra romana. I suoi lavori sono citati da Louis de Jaucourt nell’Encyclopédie (articoli Peinture des Romains et Zodiaque), da Jean-Jacques Rousseau nel suo Dictionnaire de la musique (articolo Chanson), da Edward Gibbon nel suo Storia del declino e della caduta dell'Impero romano, da Georges Cuvier nel suo Discours sur les révolutions de la surface du globe. 
Ha anche tradotto dal latino l'Histoire de l'église de Sarlat, dalla Gallia christiana di Denis de Sainte-Marthe, e Le Directeur des âmes religieuses di Louis de Blois.
Louis Jouard de La Nauze fu eletto membro della Royal Society nel 1732 e dell'Académie royale des inscriptions et belles-lettres nel 1754.